# كلب الشيكوكو

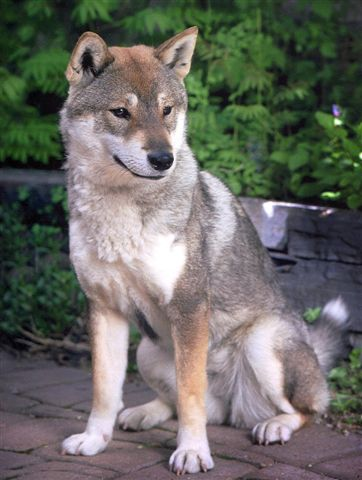
كلب الشيكوكو

إن كلب الشيكوكو (四国犬 Shikoku-ken) أو Kōchi-ken (高 知 犬)  هي سلالة يابانية من الكلاب من جزيرة شيكوكو .

## الخصائص والمزاج
عادة ما يكون كلب الشيكوكو شجاعًا ولكن حذر ، ويقظ جدًا لبيئته.
كلاب الشيكوكو قوية ورياضية بما يكفي للركض عبر التضاريس الجبلية.